# Frédéric de Saxe-Weimar
Frédéric de Saxe-Weimar (né le 1er mars 1596, Altenbourg – 29 août 1622, Fleurus, en dans l'actuelle Belgique) fut un prince de la branche ernestine de la maison de Wettin et un Colonel lors de la Guerre de Trente Ans.

## Biographie
Frédéric est le fils de Jean II de Saxe-Weimar et de son épouse Dorothée-Marie d'Anhalt, fille de
Joachim-Ernest d'Anhalt et sœur du Prince Louis Ier d'Anhalt-Köthen. Ses frères sont les ducs Jean-Ernest le Jeune de Saxe-Weimar, Guillaume IV de Saxe-Weimar, Albert de Saxe-Eisenach, Jean-Frédéric de Saxe-Weimar, Ernest Ier de Saxe-Gotha, et Bernard de Saxe-Weimar.
Avec son frère ainé le duc Jean-Ernest le Jeune, il reçoit sa première éducation de son tuteur et Hofmeister Friedrich von Kospoth. Il étudie ensuite aussi à l'Université de Iéna comme ses frères Jean-Ernest le Jeune et Frédéric.
La Société des fructifiants est fondée le 24 aout 1617 au château de Hornstein (maintenant Wilhelmsburg). Frédéric en est un des membres fondateurs. Le Prince Louis Ier d'Anhalt-Köthen lui donne le surnom de der Hoffende (c'est-à-dire l'Espoir) avec comme devise il en sera ainsi. Son emblème était une cerise à demi mûre pendant à un arbre. Dans le registre de la société à
Köthen, il est enregistré comme le membre numéro 4. Quelques semaines plus tard le duc Frédéric commence son
« Grand Tour » qui le mène via la France en Angleterre dont il revient par les Pays-Bas. En 1619 il est de retour en Saxe.
Il combat avec dans les armées des Réformés lors de la Guerre de Trente Ans, comme ses frères Jean-Ernest le Jeune, Jean Frédéric et Guillaume IV. Il sert comme colonel sous Ernst von Mansfeld. Avec le régiment de Christian le Jeune de Brunswick, il tente de briser la manœuvre d'encerclement par les troupes espagnoles menées par Gonzalo Fernández de Córdoba pendant la Bataille de Fleurus quand il est grièvement blessé. Il meurt le jour suivant âgé de 26 ans.